# Biham
Biham of Baham (theta Pegasi) is een type A hoofdreeksster in het sterrenbeeld Pegasus. De ster draait zeer snel om zijn as, wat niet alleen een afgeplatte vorm geeft, maar er ook voor zorgt dat de temperatuur en chemische samenstelling niet geheel duidelijk zijn.